# Iván
Iván, —y su forma femenina Ivana — es un nombre propio de origen eslavo.

## Etimología
Proviene de los nombres hebreos «Yohannan», «Yohanan», «Johanan», «Johannan» o «Yochanan» y significa «Dios es Misericordioso».

## Historia
Cuando el emperador romano Constantino I introdujo y legalizó el cristianismo, la variante eslava sólo se conservó en las regiones fronterizas del nordeste del imperio, mientras que en el resto se pasó a utilizar la variante hebrea Yohannan (Juan), que ha llegado hasta estos días sin derivaciones. Después de la revolución rusa, el nombre adquirió cierta popularidad. En España y otros países hispanohablantes, el nombre adquirió fama por la asociación con el Zar ruso Iván el Terrible (1547-1584), así igual por el ucraniano Iván Sirkó jefe de los Cosacos de Zaporozhia, famosos por la carta al sultán.
Siendo uno de los nombres eslavos más populares, en la Segunda Guerra Mundial los alemanes se referían a los rusos como «ivanes» o simplemente «iván».

## Braille
El nombre Iván escrito en braille sería: ⠨⠊⠧⠷⠝.

## Variantes en otros idiomas
- Alemán: Iwan, Johannes, Johann.
- Asturiano: Iván.
- Rumano: Ioan, Ion, Ionuț, Ionică, Ionel, Ivan  .
- Búlgaro: Иван (Ivan).
- Catalán/Valenciano: Ivan, Ivó, Joan.
- Croata: Ivan.
- Francés: Iván, Jean.
- Gallego: Xoán.
- Italiano: Ivano, Ivo, Giovanni.
- Japonés: イワン (Iwan).
- Portugués: Ivã, João.
- Ruso: Иван (Ivan).
- Ucraniano: Іван (Ivan), Ян (Yan).
- Vasco: Iban.
- Español: Iván, Juan

## Santoral católico
- 24 de junio: San Juan.